# Iatrogene Infektion
Eine iatrogene Infektion ist eine Infektion, die im Rahmen ärztlicher Maßnahmen entstanden ist. Epidemiologisch wird davon unabhängig der Begriff nosokomiale Infektion für Krankenhausinfektionen verwendet, um auf die besonderen Entstehungsbedingungen in der Krankenhausumgebung hinzuweisen.
Für die Krankenhausinfektionen sind verschiedene Ursachen bekannt, wovon eine der zu häufige Einsatz von Antibiotika ist. In der Humanmedizin werden jährlich in Deutschland etwa 250 bis 300 Tonnen Antibiotika verbraucht, rund 85 Prozent der Verordnungen entfallen auf den ambulanten Bereich.

## Praktisches Beispiel
Sollte sich beispielsweise ein Arzt oder das Pflegepersonal im Krankenhaus oder in einer Praxis nach einer intravenösen Injektion bei einem HIV-Patienten hinterher selbst mit der kontaminierten Kanüle verletzen und sich dabei mit HIV infizieren, bezeichnet man diese Infektionsart allein als iatrogene Infektion und nicht zugleich auch als nosokomiale Infektion. Auch wenn durch Unachtsamkeit ein anderer Patient mit einer kontaminierten Nadel mit einem solchen Erreger infiziert wird, spricht man nur von einer iatrogenen Infektion.

## Epidemiologie der Krankenhausinfektionen
Für Deutschland existieren keine genauen Infektions- und Todeszahlen für Krankenhausinfektionen, denn nach dem Infektionsschutzgesetz wäre nur das „gehäufte Auftreten“ von Infektionen meldepflichtig. Gastmeier schätzte die Gesamtzahl der nosokomialen Infektionen in Deutschland auf 400.000 bis 600.000 für das gesamte Jahr 2006 bei einer Letalität von 2,6 %, was rund 10.000 bis 15.000 Todesfällen pro Jahr entspräche.
Die Deutsche Gesellschaft für Krankenhaushygiene (DGKH) hingegen hält diese Angaben für „geschönt“. Sie schreibt 2012 von 900.000 jährlich in Deutschland Infizierten und von bis zu 40.000 Todesfällen durch nosokomiale Infektionen. 2014 schätzt die DGKH jährlich 900.000 nosokomiale Infektionen die zu 30.000 Todesfällen in Deutschland führten. Der Qualitätsbericht 2013 des AQUA-Institut geht für das Jahr 2013 von 975.000 nosokomialen Infektionen in Deutschland aus. Laut der Süddeutschen Zeitung erkranken sogar jährlich 3 Millionen Menschen an Infektionen, die sie sich im Krankenhaus zugezogen haben, etwa 50.000 Menschen sterben daran.
In Italien sterben jedes Jahr zwischen 4.500 und 7.000 Menschen an Infektionen, die sie sich während eines Klinikaufenthaltes zugezogen haben. Damit dürfte Italien im europäischen Durchschnitt liegen.